# Lista siturilor arheologice din județul Tulcea - V
Lista siturilor arheologice din județul Tulcea - V conține toate siturile arheologice din județul Tulcea înscrise în Repertoriul Arheologic Național (RAN) și aflate în localități al căror nume începe cu litera V. RAN este administrat de Ministerul Culturii și Patrimoniului Național și cuprinde date științifice, cartografice, topografice, imagini și planuri, precum și orice alte informații privitoare la zonele cu potențial arheologic, studiate sau nu, încă existente sau dispărute.
Puteți căuta un sit din localitățile care încep cu litera V folosind formularul de mai jos sau puteți naviga prin toate siturile din județ la Lista siturilor arheologice din județul Tulcea.
| Cod RAN                                   | Denumire | Localitate                                  | Adresă               | Datare                           | Descoperit | Coordonate                                    | Imagine           | Erori            |
| ----------------------------------------- | --- | ------------------------------------------- | -------------------- | -------------------------------- | ---------- | --------------------------------------------- | ----------------- | ---------------- |
| 161491.01.01 (Cod LMI: TL-I-s-B-05955)    | Așezarea din epoca romană de la Valea Nucarilor / ansamblu anonim (Categorie: locuire civilă) (Tip: Așezare rurală)                    | sat Valea Nucarilor, comuna Valea Nucarilor |                      | sec. II - III                    |            |                                               | Încărcați imagine | Raportați eroare |
| 161491.02.01 (Cod LMI: TL-I-s-B-05956)    | Tumulii de la Valea Nucarilor / ansamblu anonim (Categorie: descoperire funerară) (Tip: Grup de tumuli)                                | sat Valea Nucarilor, comuna Valea Nucarilor |                      |                                  |            |                                               | Încărcați imagine | Raportați eroare |
| 160715.01.01 (Cod LMI: TL-I-m-B-05957.01) | Situl arheologic de la Văcăreni - "Dealul Chitlăului" / ansamblu Așezare neolitică (Categorie: locuire civilă) (Tip: Așezare)          | sat Văcăreni, comuna Văcăreni               | Dealul Chitlăului    |                                  |            |                                               | Încărcați imagine | Raportați eroare |
| 160715.01.02 (Cod LMI: TL-I-s-B-05957)    | Situl arheologic de la Văcăreni - "Dealul Chitlăului" / ansamblu Așezare romano - bizantină (Categorie: locuire civilă) (Tip: Așezare) | sat Văcăreni, comuna Văcăreni               | Dealul Chitlăului    |                                  |            |                                               | Încărcați imagine | Raportați eroare |
| 161099.01.01 (Cod LMI: TL-I-s-B-05958)    | Necropola medievală de la Victoria / ansamblu anonim (Categorie: descoperire funerară) (Tip: Necropolă)                                | sat Victoria, comuna Nufăru                 |                      | sec. XI-XII                      |            |                                               | Încărcați imagine | Raportați eroare |
| 161099.02.01 (Cod LMI: TL-I-m-B-05959.02) | Situl arheologic de la Victoria / ansamblu anonim (Categorie: locuire civilă) (Tip: Așezare)                                           | sat Victoria, comuna Nufăru                 |                      | geto-dacică sec. IV - II a. Chr. |            |                                               | Încărcați imagine | Raportați eroare |
| 161099.02.02 (Cod LMI: TL-I-m-B-05959.01) | Situl arheologic de la Victoria / ansamblu anonim (Categorie: locuire civilă) (Tip: Așezare)                                           | sat Victoria, comuna Nufăru                 |                      | sec. XI-XII                      |            |                                               | Încărcați imagine | Raportați eroare |
| 161213.01.01 (Cod LMI: TL-I-s-B-05960)    | Așezarea romană de la Visterna / ansamblu anonim (Categorie: locuire civilă) (Tip: Așezare)                                            | sat Visterna, comuna Sarichioi              |                      | sec. II-IV                       |            |                                               | Încărcați imagine | Raportați eroare |
| 161213.02.01 (Cod LMI: TL-I-s-B-05961)    | Necropola romană de la Visterna / ansamblu anonim (Categorie: descoperire funerară) (Tip: Necropolă)                                   | sat Visterna, comuna Sarichioi              |                      | sec. II-III                      |            |                                               | Încărcați imagine | Raportați eroare |
| 160662.01.01 (Cod LMI: TL-I-s-B-05962)    | Așezarea romană de la Vișina-Vatra satului / ansamblu anonim (Categorie: locuire civilă) (Tip: Așezare)                                | sat Vișina, comuna Jurilovca                | Vatra satului        | sec. II-IV                       |            |                                               | Încărcați imagine | Raportați eroare |
| 160662.02.01 (Cod LMI: TL-I-m-B-05963.04) | Situl arheologic de la Vișina / ansamblu anonim (Categorie: locuire civilă) (Tip: Așezare)                                             | sat Vișina, comuna Jurilovca                |                      | greco-getică sec. VI - V a. Chr. |            |                                               | Încărcați imagine | Raportați eroare |
| 160662.02.02 (Cod LMI: TL-I-m-B-05963.06) | Situl arheologic de la Vișina / ansamblu anonim (Categorie: locuire civilă) (Tip: așezare)                                             | sat Vișina, comuna Jurilovca                |                      |                                  |            |                                               | Încărcați imagine | Raportați eroare |
| 160662.02.03 (Cod LMI: TL-I-m-B-05963.05) | Situl arheologic de la Vișina / ansamblu anonim (Categorie: locuire civilă) (Tip: așezare)                                             | sat Vișina, comuna Jurilovca                |                      |                                  |            |                                               | Încărcați imagine | Raportați eroare |
| 160662.02.04 (Cod LMI: TL-I-m-B-05963.03) | Situl arheologic de la Vișina / ansamblu anonim (Categorie: locuire civilă) (Tip: așezare)                                             | sat Vișina, comuna Jurilovca                |                      | sec. IV-III a. Chr.              |            |                                               | Încărcați imagine | Raportați eroare |
| 160662.02.05 (Cod LMI: TL-I-m-B-05963.02) | Situl arheologic de la Vișina / ansamblu anonim (Categorie: locuire civilă) (Tip: așezare)                                             | sat Vișina, comuna Jurilovca                |                      | sec. I a. Chr.-II p. Chr.        |            |                                               | Încărcați imagine | Raportați eroare |
| 160662.02.06 (Cod LMI: TL-I-m-B-05963.01) | Situl arheologic de la Vișina / ansamblu anonim (Categorie: locuire civilă) (Tip: Așezare)                                             | sat Vișina, comuna Jurilovca                |                      | sec. IX-X                        |            |                                               | Încărcați imagine | Raportați eroare |
| 160608.01                                 | Mormântul Latene de la Valea Teilor (Categorie: descoperire funerară) (Tip: mormânt)                                                   | sat Valea Teilor, comuna Valea Teilor       |                      |                                  |            |                                               | Încărcați imagine | Raportați eroare |
| 160608.01.01                              | Mormântul Latene de la Valea Teilor / ansamblu anonim (Categorie: descoperire funerară) (Tip: Mormânt)                                 | sat Valea Teilor, comuna Valea Teilor       |                      |                                  |            |                                               | Încărcați imagine | Raportați eroare |
| 160715.02.01                              | Situl arheologic de la Văcăreni - "Popina Mare" / ansamblu anonim (Categorie: așezare) (Tip: Așezare)                                  | sat Văcăreni, comuna Văcăreni               | Popina Mare          | Gumelnița                        |            | 45°19′31″N 28°14′13″E / 45.32528°N 28.23694°E | Încărcați imagine | Raportați eroare |
| 160715.03.01                              | Situl arheologic de la Văcăreni - Valea Nevestelnița 1 / ansamblu anonim (Categorie: așezare) (Tip: Așezare)                           | sat Văcăreni, comuna Văcăreni               | Valea Nevestelnița 1 | Gumelnița                        |            | 45°18′55″N 28°14′09″E / 45.31528°N 28.23583°E | Încărcați imagine | Raportați eroare |
| 160715.03.02                              | Situl arheologic de la Văcăreni - Valea Nevestelnița 1 / ansamblu anonim (Categorie: așezare) (Tip: Așezare)                           | sat Văcăreni, comuna Văcăreni               | Valea Nevestelnița 1 | Babadag - III                    |            | 45°18′55″N 28°14′09″E / 45.31528°N 28.23583°E | Încărcați imagine | Raportați eroare |
| 160715.03.03                              | Situl arheologic de la Văcăreni - Valea Nevestelnița 1 / ansamblu anonim (Categorie: așezare) (Tip: Așezare)                           | sat Văcăreni, comuna Văcăreni               | Valea Nevestelnița 1 |                                  |            | 45°18′55″N 28°14′09″E / 45.31528°N 28.23583°E | Încărcați imagine | Raportați eroare |
| 160715.03.04                              | Situl arheologic de la Văcăreni - Valea Nevestelnița 1 / ansamblu anonim (Categorie: așezare) (Tip: Așezare)                           | sat Văcăreni, comuna Văcăreni               | Valea Nevestelnița 1 |                                  |            | 45°18′55″N 28°14′09″E / 45.31528°N 28.23583°E | Încărcați imagine | Raportați eroare |
| 160715.03.05                              | Situl arheologic de la Văcăreni - Valea Nevestelnița 1 / ansamblu anonim (Categorie: așezare) (Tip: Așezare)                           | sat Văcăreni, comuna Văcăreni               | Valea Nevestelnița 1 |                                  |            | 45°18′55″N 28°14′09″E / 45.31528°N 28.23583°E | Încărcați imagine | Raportați eroare |
| 160715.04.01                              | Situl arheologic de la Văcăreni - Valea Nevestelnița 2 / ansamblu anonim (Categorie: așezare) (Tip: Așezare)                           | sat Văcăreni, comuna Văcăreni               | Valea Nevestelnița 2 | Gumelnița                        |            | 45°18′41″N 28°14′07″E / 45.31139°N 28.23528°E | Încărcați imagine | Raportați eroare |